# Metopius bellus
Metopius bellus är en stekelart som beskrevs av Cresson 1879. Metopius bellus ingår i släktet Metopius och familjen brokparasitsteklar. Inga underarter finns listade i Catalogue of Life.